# Шубине
Шу́бине (до 1945 року — Бай-Коджа, крим. Bay Qoca) — село Феодосійського району Автономної Республіки Крим.
Розташоване у центрі району.
Відстань від райцентру до населеного пункта становить 30 кілометрів по прямій.